# آرملا آراکلیان
آرملا هامبارتسومی آراکلیان (ارمنی: Արմելա Համբարձումի Առաքելյան؛  ۱۴ ژانویهٔ ۱۹۴۵) یک بازیگر تئاتر اهل ارمنستان است. وی از سال میلادی تاکنون مشغول فعالیت بوده‌است.

## زندگی‌نامه
وی در ۱۴ ژانویهٔ ۱۹۴۵ ‏در خناتساخ به دنیا آمد . وی همچنین برندهٔ جوایزی همچون هنرمند افتخاری جمهوری قره‌باغ کوهستانی (۲۰۰۸) شده‌است.